# Бине, Лоран
Лора́н Бине́ (фр. Laurent Binet; 19 июля 1972 года, Париж, Франция) — французский писатель.

## Биография
Сын историка. Проходил воинскую службу в Словакии. Окончил Сорбонну. Преподавал в Университете Париж VIII и Университете Париж III. Дебютировал как писатель в 2000 году.

## Книги
- Forces et faiblesses de nos muqueuses, Le Manuscrit, 2000
- La Vie professionnelle de Laurent B., Little Big Man, 2004
- HHhH, Grasset, 2010 — HHhH, Фантом Пресс, 2015 (об операции «Антропоид»)
- Rien ne se passe comme prévu, Grasset, 2012 (о президентской кампании Франсуа Олланда)
- La Septième Fonction du langage, Grasset, 2015 — Седьмая функция языка, Издательство Ивана Лимбаха, 2019 (конспирология вокруг гибели Ролана Барта)
- Civilizations, Grasset, 2019 — Цивилиzации, Издательство Ивана Лимбаха, 2021 (альтернативная история, где инки — современники Колумба — открывают Европу)

## Успех и признание
Наибольший успех Лорану Бине принёс исторический роман «HHhH» (2009) о секретной военной операции «Антропоид». Название книги — аббревиатура прозвища, которое Рейнхард Гейдрих имел в СС: Himmlers Hirn heißt Heydrich, в переводе с нем. — «Голову Гиммлера зовут Гейдрих». Книга была удостоена Гонкуровской премии за дебютный роман (2010), премии читателей книг карманного формата во Франции (2011), американской премии National Book Critics Circle Award (2012), стала финалистом Европейской премии по литературе, вошла в список лучших книг года по оценке французского журнала Lire. Изданный в США роман был назван газетой The New York Times лучшей книгой 2012 года.
Книга была продана во Франции в количестве 200 тысяч экземпляров, 75 тысяч перевода разошлись в Нидерландах (2010), 40 тыс. — в Испании (2011), 12 тыс. — в Чехии (2010). В 2011 году роман был также переведен на немецкий, итальянский, польский, каталанский, китайский языки. В 2016 году роман был переведён на русский язык и выпущен издательством «Фантом Пресс».
По требованию публиковавшего роман издательства Грассе автор был вынужден удалить из книги 20 страниц, содержавших критику романа Джонатана Литтелла «Благоволительницы». В 2012 году американский журнал The Millions опубликовал изъятые страницы.
В 2019 году в петербургском Издательстве Ивана Лимбаха вышел роман «Седьмая функция языка» в переводе Анастасии Захаревич. Персонажи романа — Мишель Фуко, Жак Деррида, Юлия Кристева, Джон Сёрл — пытаются найти рукопись Ролана Барта, раскрывающую информацию о магической функции языка, дающей неограниченную власть убеждения.